# Ammanford
Ammanford (walesiska: Rhydaman) är en ort  och community i Storbritannien. Den ligger 19 km norr on Swansea i kommunen Carmarthenshire och riksdelen Wales, i den södra delen av landet, 270 km väster om huvudstaden London. 
En del av tätorten Ammanford ligger i Betws coummunity.